# Jeep Wrangler
Jeep Wrangler – samochód terenowy klasy kompaktowej, a następnie klasy wyższej produkowany pod amerykańską marką Jeep od 1986 roku. Od 2017 roku produkowana jest czwarta generacja modelu.

## Pierwsza generacja

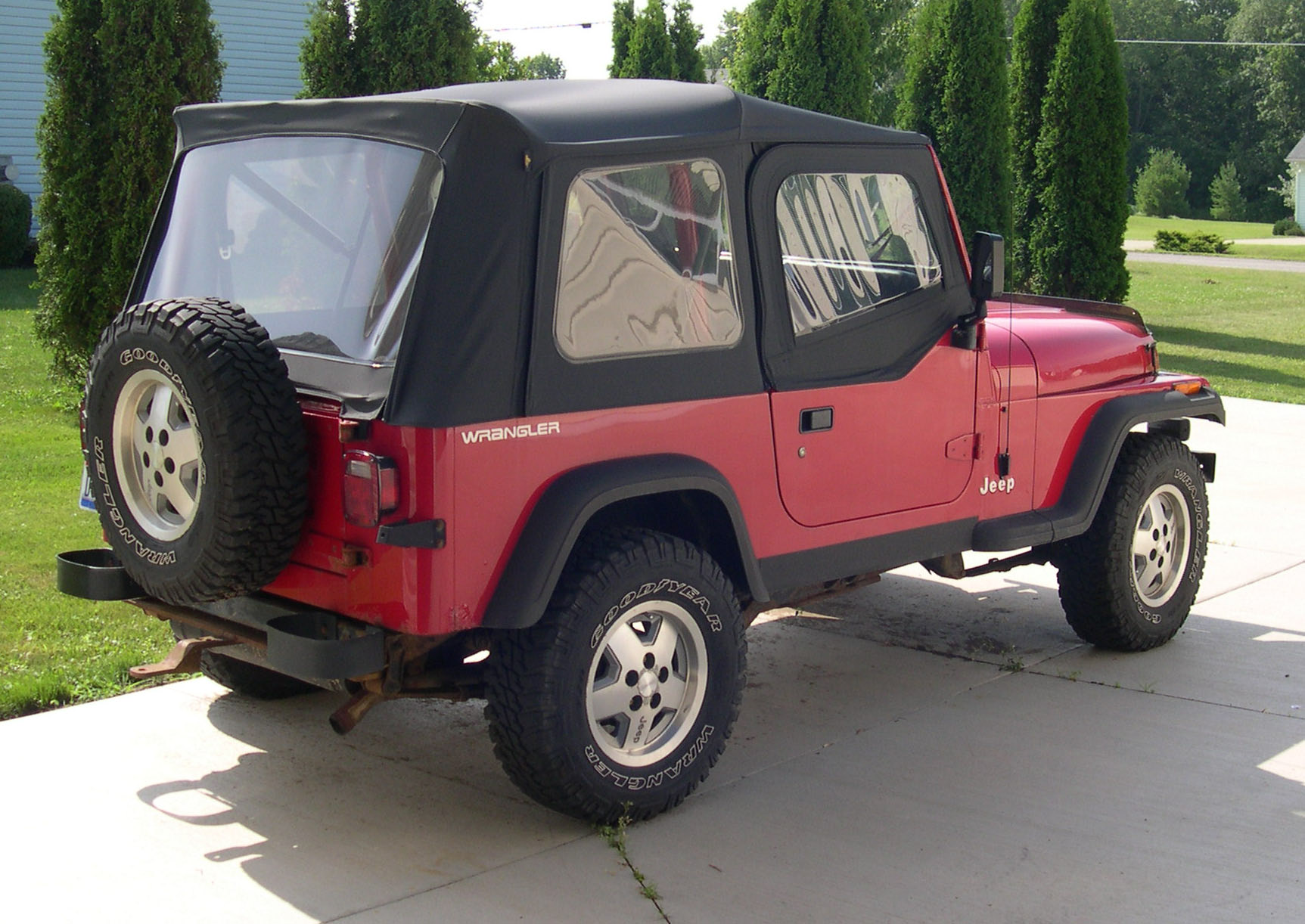
Jeep Wrangler I - tył

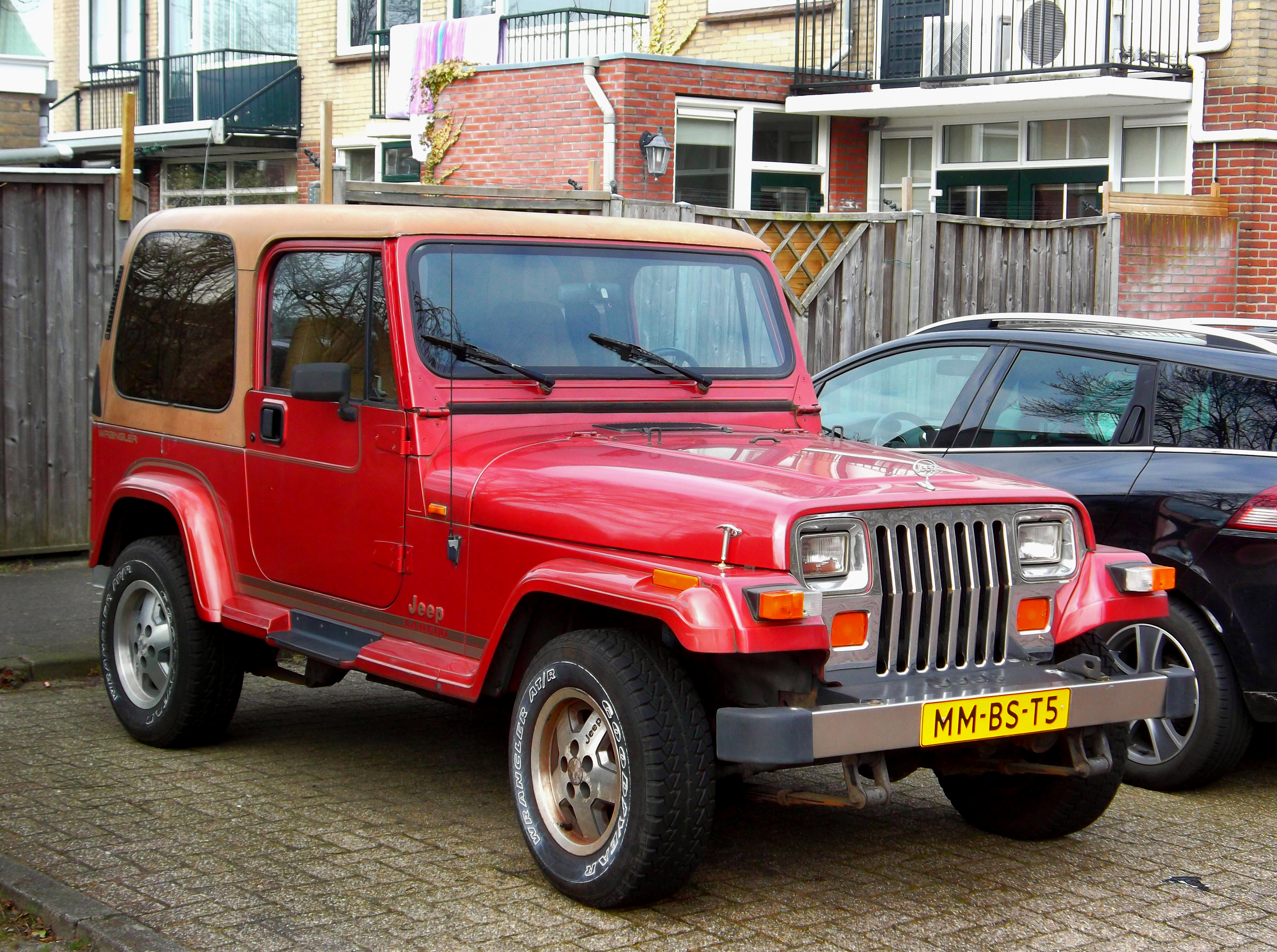
Jeep Wrangler I Hardtop

Jeep Wrangler I został zaprezentowany po raz pierwszy w 1986 roku.
Wiosną 1986 roku Jeep przedstawił następcę dla wieloletniej linii modelowej CJ, a także modelu DJ. Samochód został oznaczony kodem fabrycznym YJ i przeszedł ewolucyjny zakres zmian w stosunku do poprzednika, zachowując najbardziej charakterystyczne cechy wyglądu takie wyraźnie zaznaczone błotniki i wypukłą maskę. Przód zdobiły prostokątne reflektory, a także chromowana atrapa chłodnicy.
Pojazd występował z silnikami o pojemności 2,5L o mocy 118-121 KM (4 cylindry, rzędowy) oraz 4 litry o mocy 177 KM (6 cylindrów, rzędowy) – 4.2 litra do 1990 (benzyna). Oferowany był zarówno w wariancie z twardym zamykanym dachem, a także zdejmowanym miękkim dachem typu kabriolet.

### Silniki[2]

#### AMC150
- R4 2,5L benzynowy
- Układ zasilania: wielopunktowy wtrysk paliwa
- Moc maksymalna: 123KM
- Maksymalny moment obrotowy: 188Nm

#### AMC242
- R6 4,0L benzynowy
- Układ zasilania: wielopunktowy wtrysk paliwa
- Moc maksymalna: 185KM-195KM @ 4600 rpm
- Maksymalny moment obrotowy: 300Nm @ 3000 rpm

#### AMC 258
- R6 4,2L benzynowy
- Układ zasilania: gaźnik elektroniczny
- Moc maksymalna: 115KM @ 3200 rpm
- Maksymalny moment obrotowy: 210Nm @ 2000 rpm

## Druga generacja

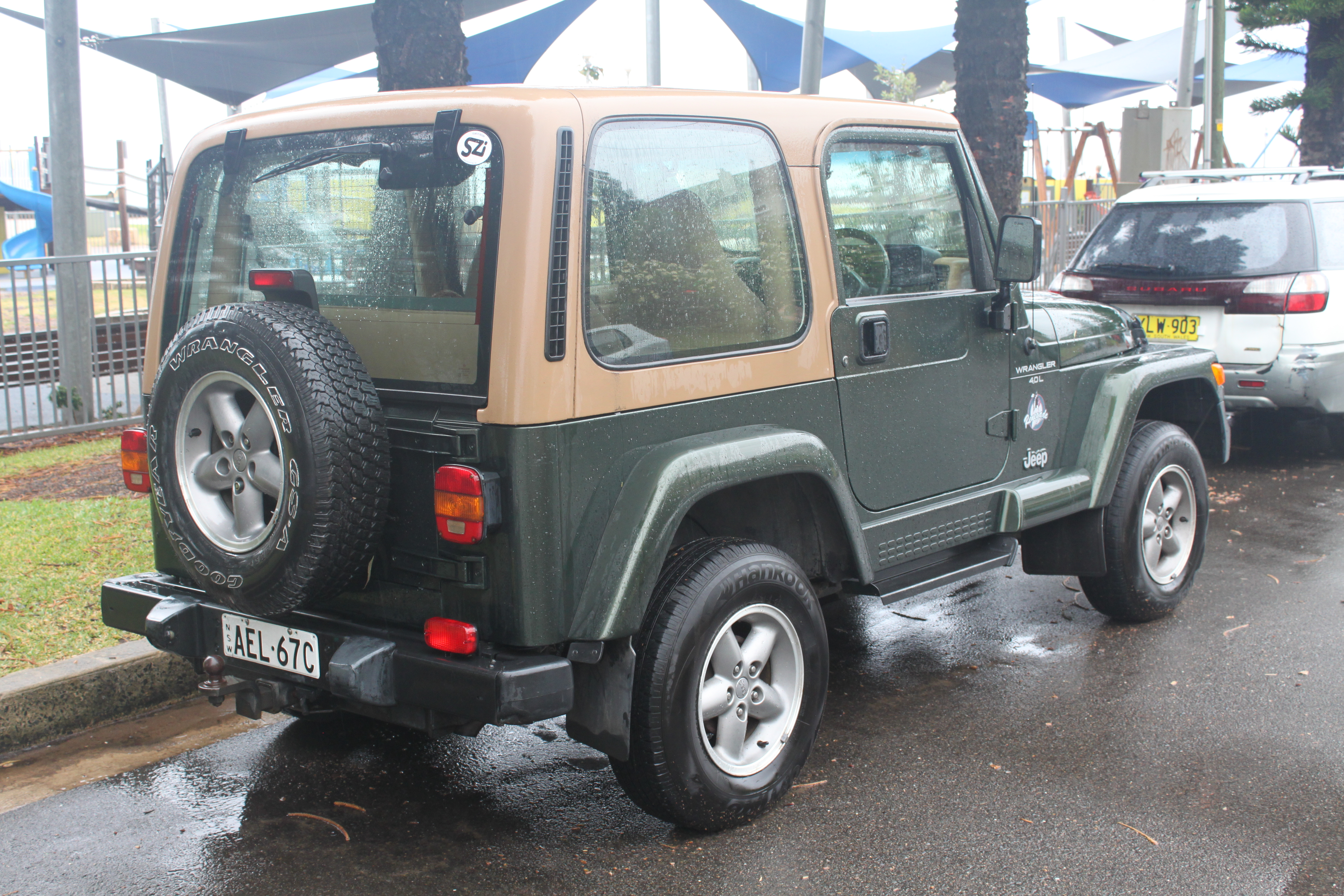
Jeep Wrangler II - tył

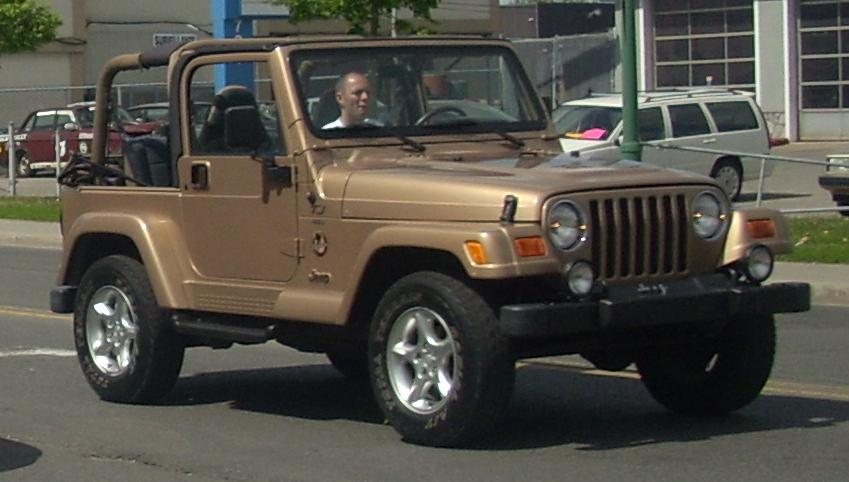
Jeep Wrangler I Cabriolet

Jeep Wrangler II został zaprezentowany po raz pierwszy w 1996 roku.
Druga generacja Wranglera otrzymała kod fabryczny TJ. Samochód ponownie przeszedł ewolucyjny zakres modyfikacji w wyglądzie, zyskując zmodyfikowany pas przedni. Ponownie pojawiłī się w nim okrągłe reflektory i wyraźniej zabudowane błotniki i zmodyfikowany kształt zderzaków.
W serii TJ do już istniejącej gamy silnikowej w 2003 roku dołączył szesnastozaworowy (głowica typu DOHC), czterocylindrowy, rzędowy agregat o pojemności 2,4 litra i mocy 143 KM. W roku 2003 do produkcji weszła wersja dająca możliwość do poruszania w jeszcze trudniejszym terenie - Rubicon - wyposażona w tarczowe hamulce osi tylnej, 16 calowe obręcze kół, mocniejsze przełożenie reduktora (4,0 zamiast 2,73) oraz blokady mostów.

### Silniki[5]

#### AMC150
Dane techniczne ('01 R4 2.5 TJ)
Źródło:
- Chrysler R4 2,5 l (2464 cm³), 2 zawory na cylinder, OHV
- Układ zasilania: wtrysk
- Średnica cylindra × skok tłoka: 98,40 mm × 81,00 mm
- Stopień sprężania: 9,1:1
- Moc maksymalna: 122 KM (90 kW) przy 5400 obr./min
- Maksymalny moment obrotowy: 190 N•m przy 3500 obr./min
- Maksymalna prędkość obrotowa silnika: 5600 obr./min

#### AMC242
Dane techniczne ('01 R6 4.0 TJ)
Źródło:
- Chrysler R6 4,0 l (3956 cm³), 2 zawory na cylinder, OHV
- Układ zasilania: wtrysk
- Średnica cylindra × skok tłoka: 98,40 mm × 86,70 mm
- Stopień sprężania: 8,8:1
- Moc maksymalna: 193 KM (142 kW) przy 4600 obr./min
- Maksymalny moment obrotowy: 319 N•m przy 3200 obr./min
- Maksymalna prędkość obrotowa silnika: 5300 obr./min

#### 2.4L (od2003roku)
- R4 2,4 l,
- Układ zasilania: wtrysk
- Moc maksymalna: 150 KM
- Maksymalny moment obrotowy: 224 N•m

## Trzecia generacja

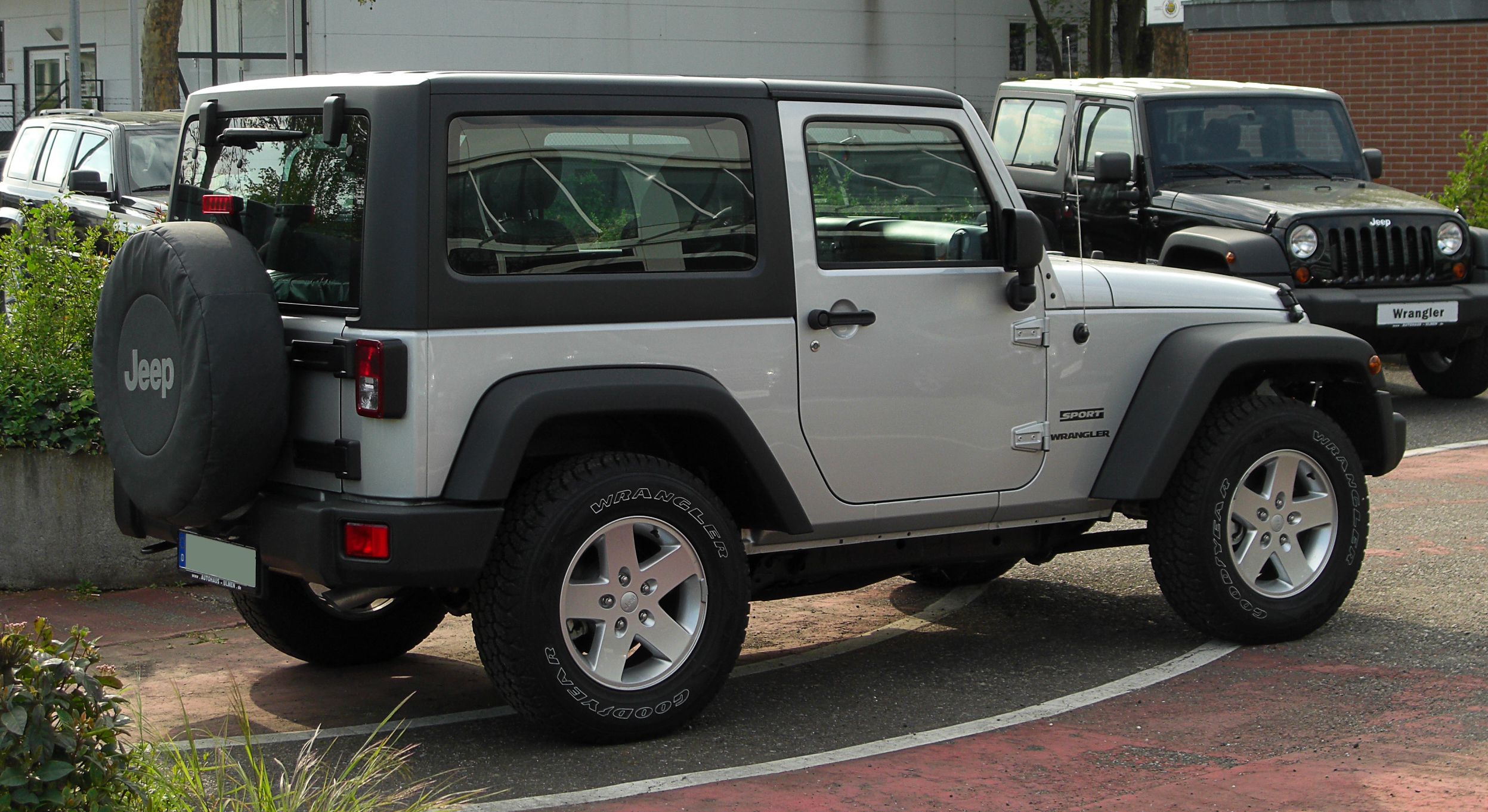
Jeep Wrangler III - tył, po liftingu

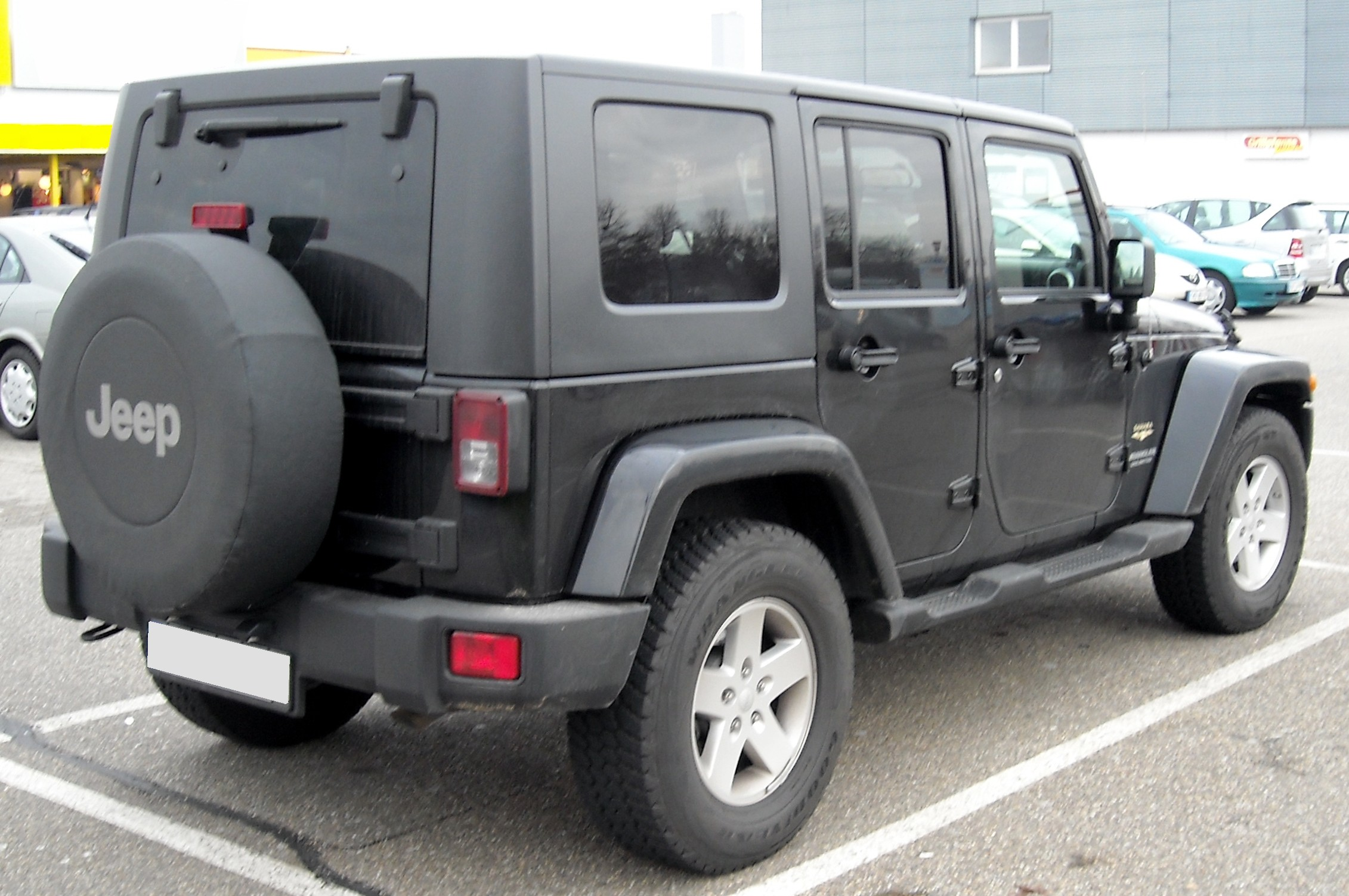
Jeep Wrangler III Sahara przed liftingiem

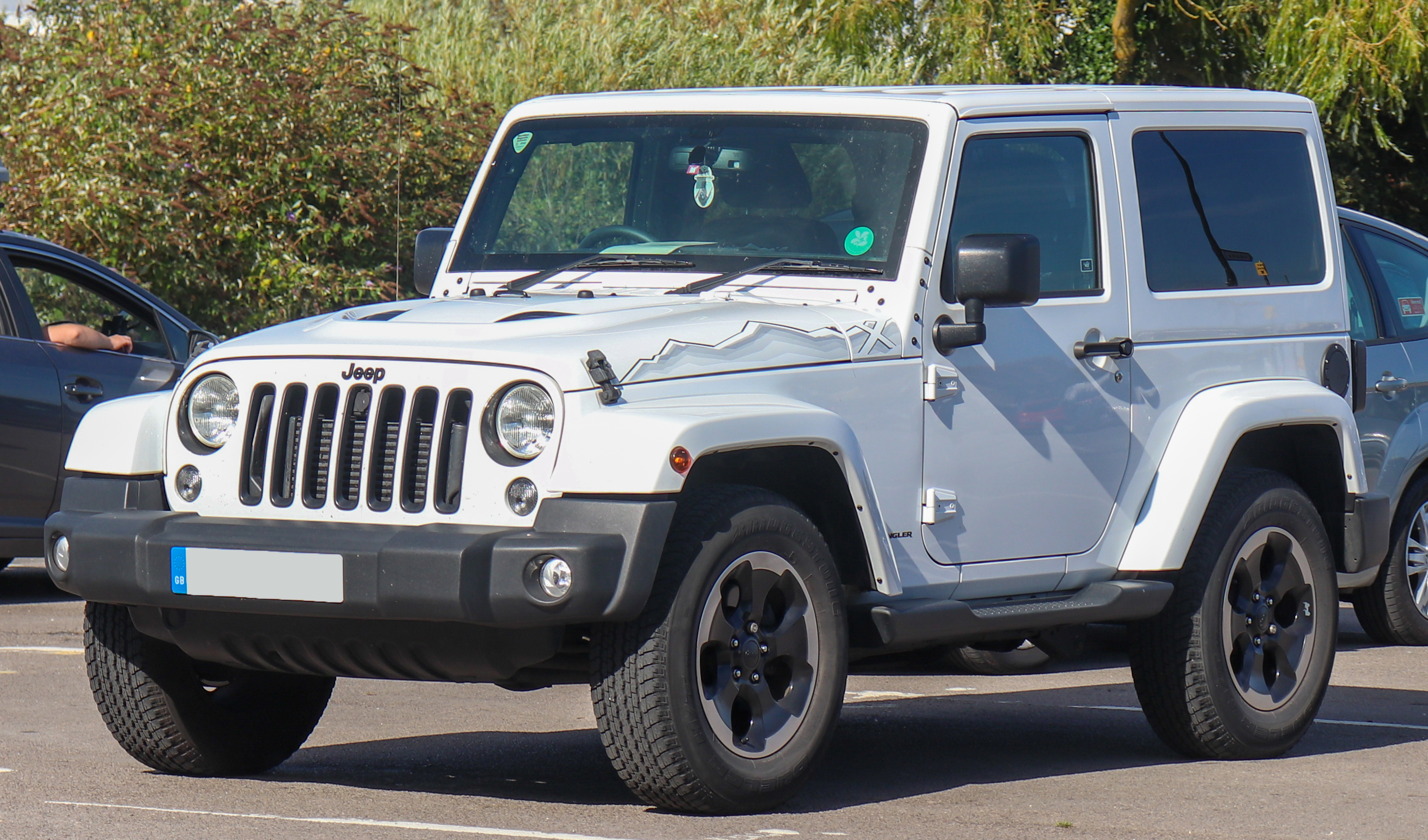
Jeep Wrangler III po liftingu

Jeep Wrangler III został zaprezentowany po raz pierwszy w 2006 roku.
Kwiecień 2006 roku przyniósł premierę trzeciej generacji Wranglera oznaczonej kodem fabrycznym JK. Samochód powstał na nowej platformie i został zbudowany od podstaw, wizualnie nawiązując ponownie do poprzednika. Nadwozie stało się masywniejsze, bardziej rozbudowane i zyskało wyraziste kształty.
Zmodernizowano również serię silników, benzynowe 2,4 l oraz 4,0 l zostały zastąpione przez silnik 3,8 l o mocy 200 KM zaś powszechnym we Wranglerze stał się Diesel 2,8 l CRD o mocy 177 KM.

### Unlimited
Istotną zmianą w gamie trzeciej generacji Wranglera było prowadzenie czterodrzwiowej wersji nadwoziowej nazwanej Wrangler Unlimited. Zawieszenie Wranglera YJ oparte było na resorach piórowych i amortyzatorach, następnie ewoluowało w serii TJ oraz JK do konstrukcji opartej na wahaczach oraz sprężynach z amortyzatorami.

### Lifting
Jeep Wrangler trzeciej generacji przeszedł kilka liftingów, pierwszy miał miejsce w sierpniu 2010 roku gdy Jeep przedstawił gruntownie odświeżony projekt kokpitu i wystrój kabiny pasażerskiej dla rocznika 2011, a także nowe, przeprojektowane dachy - zarówno sztywny jak i płócienny zyskały większe okna. Rozszerzono też wachlarz specjalnych wersji. W 2012 roku odświeżone wnętrze uzupełniono o nowe, nowocześniejsze fotele. W 2013 po raz pierwszy pojawiła się nowa maska z odpowietrznikami w specjalnych edycjach modelu Rubicon. W 2014 roku zmieniono klosze przednich kierunkowskazów na białe. Kolejny lifting miał miejsce w 2016 roku, gdy modele Sahara i Rubicon zyskały nowe, dwuczęściowe atrapy chłodnicy ze srebrnymi (Sahara) lub grafitowymi (Rubicon) akcentami, a nowa maska z odpowierznikami stała się standardowym wyposażeniem Rubicona. We wnętrzu zmieniono obudowy głośników na nowy wzór o niskim profilu.
W maju 2013 roku liczba wyprodukowanych egzemplarzy Wranglera wszystkich generacji  przekroczyła milion.

### Silniki[13]

#### R42.8L CRD
- R4 2,8 l (2777 cm³), DOHC
- Układ zasilania: diesel common rail
- Moc maksymalna: 177 KM przy 3800 obr./min
- Maksymalny moment obrotowy: 460 N•m przy 2000 obr./min

#### V63.6L Pentastar
- V6 3,6 l (3604 cm³),
- Układ zasilania: sekwencyjny wtrysk
- Moc maksymalna: 285 KM przy 6350 obr./min
- Maksymalny moment obrotowy: 359 N•m przy 4300 obr./min

#### V63.8L SMPI
- V6 3,8 l (3789 cm³), benzynowy
- Układ zasilania: wtrysk
- Moc maksymalna: 200 KM przy 3800 obr./min
- Maksymalny moment obrotowy: 315 N•m przy 2000 obr./min

## Czwarta generacja

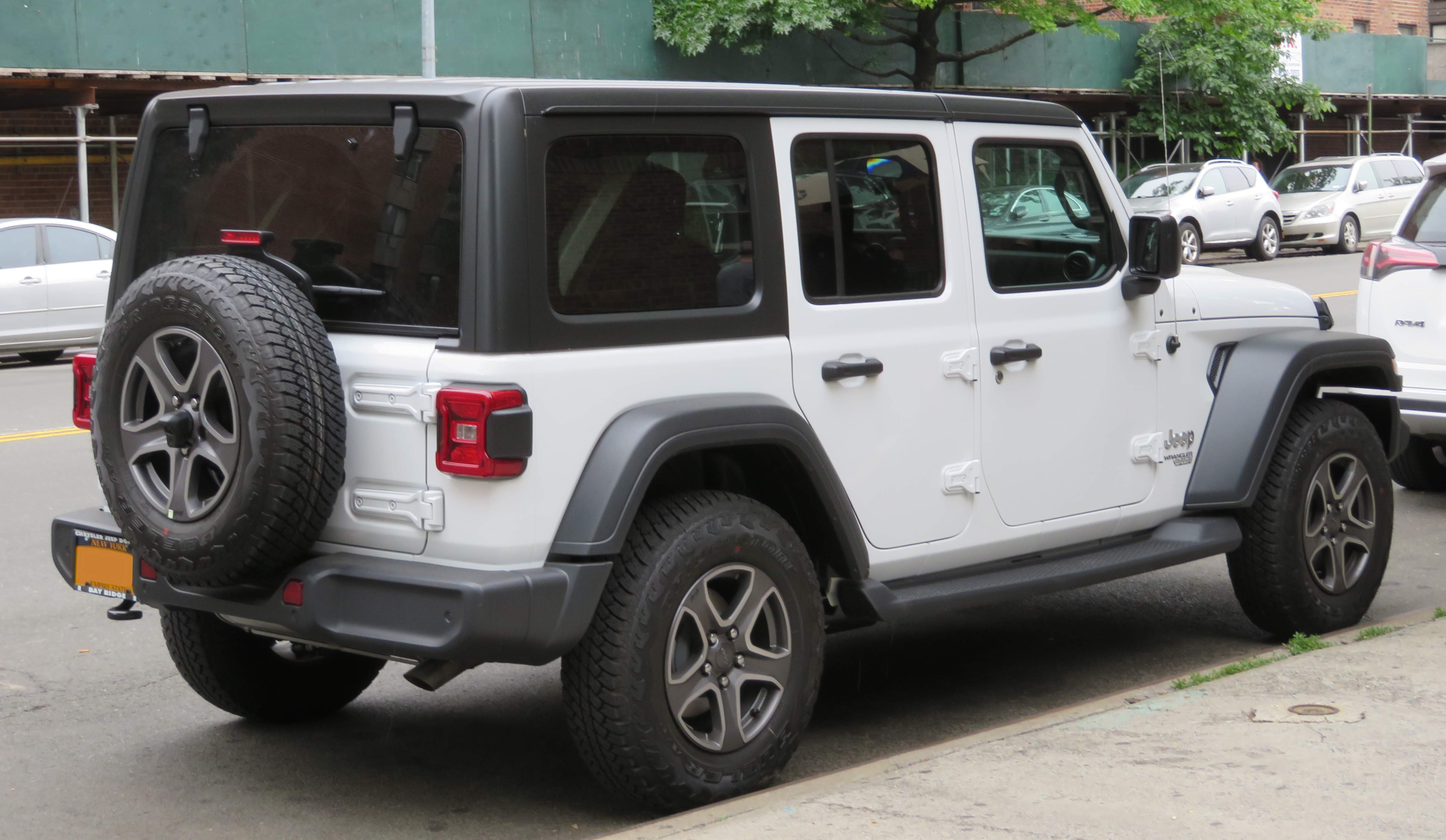
Jeep Wrangler IV Unlimited - tył

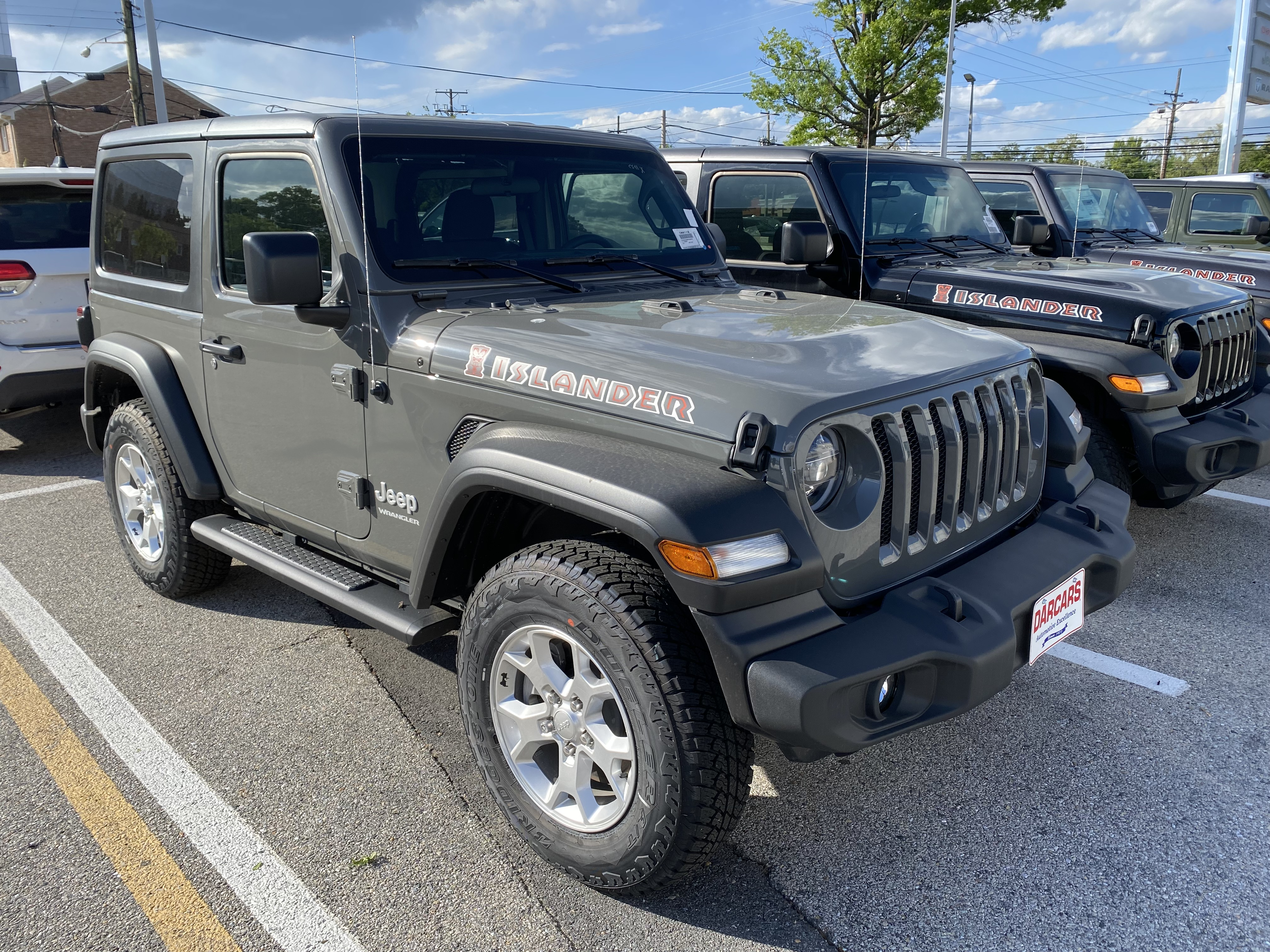
Jeep Wrangler IV SWB

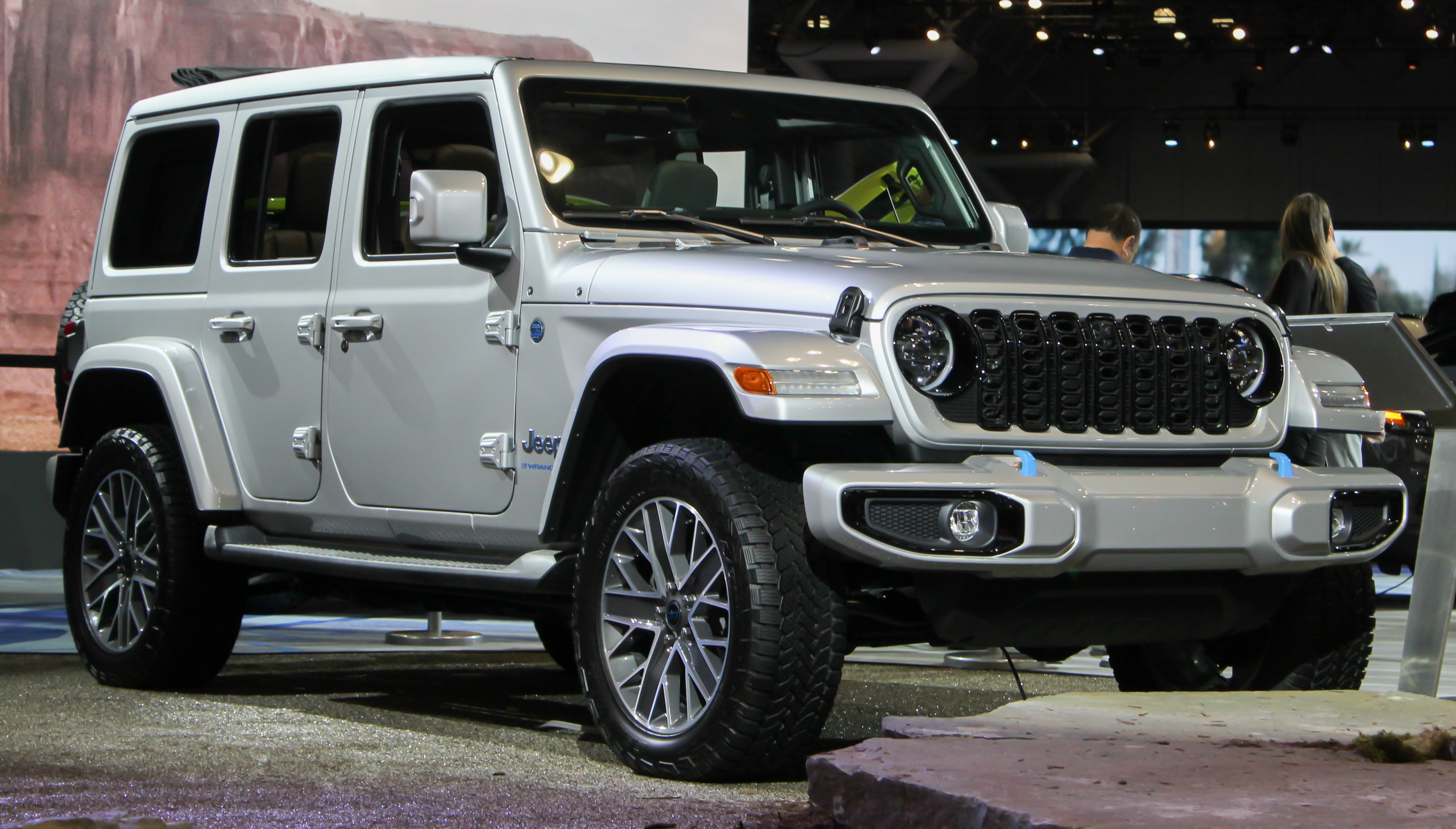
Jeep Wrangler IV po liftingu

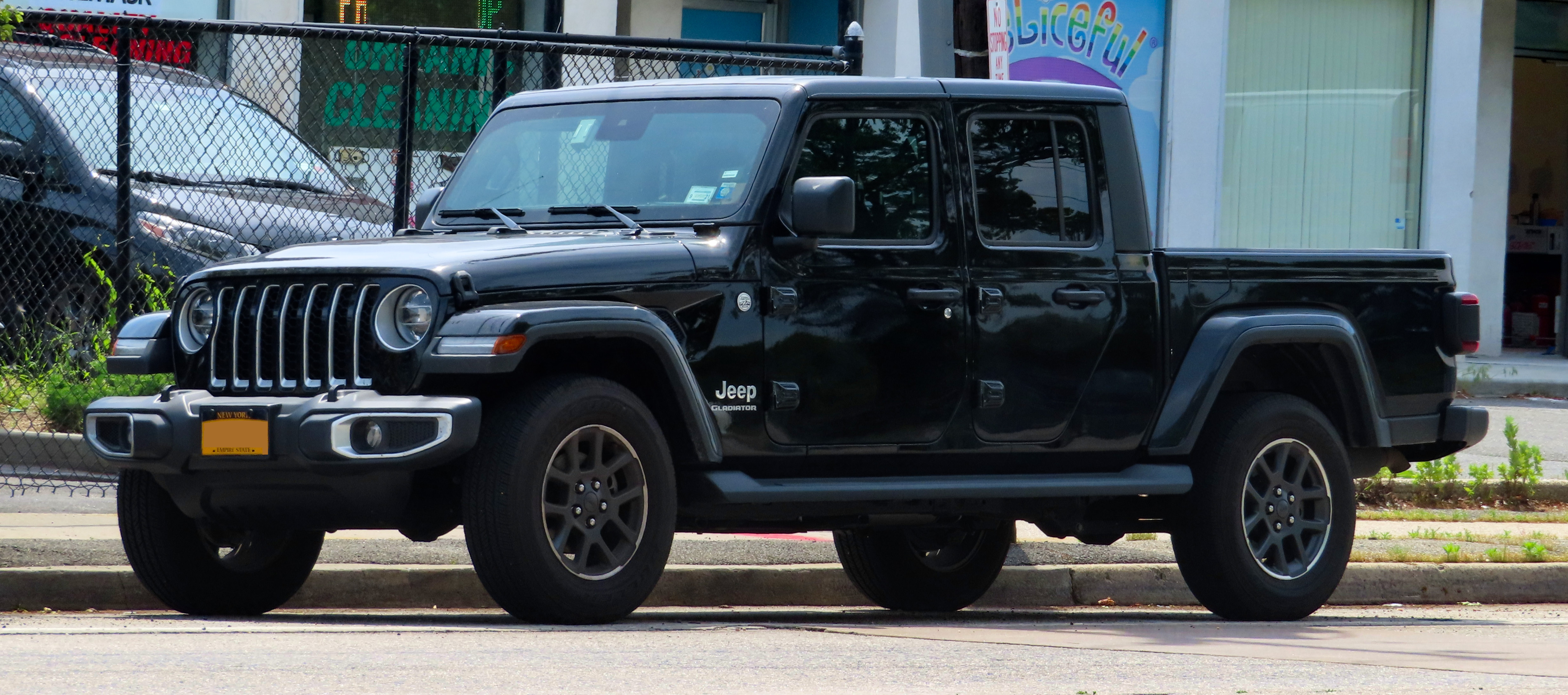
Jeep Gladiator

Jeep Wrangler IV został zaprezentowany po raz pierwszy w 2017 roku.
Czwarte, zupełnie nowe, zbudowane od podstaw wcielenie Wranglera oznaczone kodem fabrycznym JL zostało zaprezentowane jesienią 2017 roku. Samochód zachował pod kątem stylistycznym ewolucyjny kierunek zmian, utrzymując zarówno podobne proporcje nadwozia, jak i wygląd przedniej i tylnej części nadwozia. Zachowano też charakterystyczne elementy jak np. zawiasy drzwi widoczne gołym okiem, okrągłe reflektory, uwydatnione nadkola i wyraźnie zaznaczona maska.
Jednocześnie, we Wranglerze IV pojawiło się po raz pierwszy oświetlenie wykonane w 100% w technologii LED - włącznie z kierunkowskazami przednimi, które tym razem rozciągają się na całą szerokość przednich błotników. Zamontowano też więcej chromowanych ozdobników. Dzięki oparciu na nowej platformie, Wrangler IV jest wyraźnie dłuższy, szerszy i wyższy. Jednocześnie, udało się zredukować masę całkowitą.
Rozleglejsze zmiany wdrożono we wnętrzu samochodu. Pojawił się zupełnie nowy projekt deski rozdzielczej, której charakterystycznym ozdobnikiem jest lakierowany panel biegnący przez całą szerokość - jego barwa odpowiada malowaniu karoserii samochodu. Pojawiło się też nowe koło kierownicy, zmodernizowany projekt przełączników i przyrządów na konsoli centralnej, a także dwa duże ekrany. Pierwszy wzbogacił zegary, a kolejny, zamontowany w konsoli centralnej - służy do sterowania m.in. systemem multimedialnym, nawigacją i radiem.
Gama nadwoziowa Wranglera ponownie złożyła się ze skróconej i przedłużonej wersji Unlimited. Obie oferowane są w wersji z twardym dachem oraz miękkim, składanym. Produkcja w amerykańskich zakładach Jeepa w Toledo ruszyła w listopadzie 2017 roku, jednak rynkowy debiut modelu w Polsce miał miejsce dopiero 9 miesięcy później - w lipcu 2018 roku.

### Gladiator
W listopadzie 2018 roku Jeep przedstawił dużego pickupa zbudowanego na bazie Wranglera o nazwie Gladiator. Samochód opiera się na wydłużonej platformie, mając szczególnie większy rozstaw osi. Jego sprzedaż w Stanach Zjednoczonych ruszyła w połowie 2019 roku, a w Europie - na przełomie 2019 i 2020 roku.

### Lifting
W kwietniu 2023 zaprezentowany został Wrangler po gruntownej modernizacji. Samochód zyskał przemodelowane zderzaki, czarne łączenie żeber w osłonie chłodnicy, a także nowe wkłady full LED w reflektorach oraz lampach tylnych. Zmiany objęły także kabinę pasażerską, gdzie konsola centralna została zdominowana przez nowy, większy ekran dotykowy o przekątnej 12,3 cala. Okrągłe nawiewy przyjęły postać niżej ulokowanego, prostokątnego pasa, a ponadto wdrożono także obszerniejszy zakres regulacji foteli.

### Silniki
- R4 2,0 l Hurricane
- R4 2,2 l MultiJet
- V6 3,0 l EcoDiesel
- V6 3,6 l Pentastar
- V8 6.4 l Hemi

### Wrangler Rubicon 392 Concept
W połowie 2020 roku zaprezentowano samochód koncepcyjny o nazwie "Jeep Wrangler Rubicon 392 Concept". Model ten został wyposażony w silnik V8 o pojemności 6,4 litra i mocy 450 KM, oraz 610 Nm maksymalnego momentu obrotowego, współpracujące z 8-stopniową skrzynią automatyczną. Według producenta samochód do pierwszych 100 km/h ma rozpędzać się w mniej niż 5 sekund. Ponadto dodatkowo w pojeździe poprawiono możliwości terenowe pojazdu: zastosowano oś Dana 44, skrzynię rozdzielczą dwubiegową typu „full-time”, elektryczną blokadę przedniej i tylnej osi, 37-calowe koła z oponami przystosowanymi do jazdy w błocie i fabrycznie montowany 2-calowy podnośnik zawieszenia z oferty Jeep Performance Parts, zastosowano także przełożenie 3,73 zapewniające lepsze osiągi na drodze oraz większe możliwości w terenie, oraz wyposażono auto w aktywny układ wydechowy ma dwa tryby pracy (ciszej/głośniej) i zmienia brzmienie po naciśnięciu specjalnego przycisku. Wygląd zewnętrzny także uległ zmianie, pojazd ma niepełne drzwi, a nadwozie zostało pokryte lakierem Granit Crystal z brązowymi akcentami na hakach, sprężynach, amortyzatorach, kołach i znaczkach modelu. Z kolei wnętrze wyróżnia się skórzaną tapicerką foteli w czerwonym kolorze Red Rock ze złotymi przeszyciami oraz sportową kierownicą.
Ponadto w modelu zastosowano ulepszone mocowania silnika, zmodyfikowaną ramę i nowe amortyzatory jednorurowe Fox, które mają zapewnić płynniejszą pracę zawieszenia, oraz lepsze rozpraszanie ciepła, zwiększono prześwit o 2 cale, a także zastosowano stalowe osłony podwozia. Samochód wkrótce ma trafić do produkcji seryjnej i sprzedaży w USA, konkurować ma przede wszystkim z Fordem Bronco.